# Axel Gustaf Hertzberg

Axel Gustaf Hertzberg (født 27. august 1832 i Jämtland, død 2. september 1878 i Düsseldorf) var en svensk historie- og genremaler.
På Akademien i Stockholm vandt Hertzberg 1857 2. kongelig medalje, 1858 den kongelige medalje for "Hyrderne i Betlehem". I de følgende år udstillede han blandt mange andre arbejder "Sista skvätten" (1859, Stockholms Nationalmuseum) og 1863 "Døende Hjalmar og Ørvarodd". Samme år kom han til Paris. De billeder, han hjemsendte fra Paris-opholdet, "Bøn", "Rafael i sit atelier", "Kroscene" (1865), gjorde vel, prægede af den nyserhvervede teknik, en del lykke, men hverken med disse eller senere værker slog den samvittighedsfulde, så omhyggeligt arbejdende, men ikke ved originalitet betydelige Kunstner helt igennem, og i Düsseldorf, hans fra 1867 faste hjemsted, blev nøden hans halvt havarerede livs næsten faste stamgæst; her malede den ideelt anlagte, selvkritiske kunstner arbejder som "Konfirmanden" (1872, Sthockolms Nationalmuseum), "Spåkvinde", "Skål", "Syg dreng", "Såret" etc., gennemgående meget düsseldorfske i syn som i malemåde.